# The Alibi (film, 2006)
Pour les articles homonymes, voir The Alibi.
Pour plus de détails, voir Fiche technique et Distribution.
The Alibi est un film américain réalisé par Matt Checkowski et Kurt Mattila, et sorti en 2006.
Le film est sorti en DVD en décembre 2006 sous le titre Lies and Alibis.

## Synopsis
Ray Elliot dirige une société qui fournit des alibis à ceux qui veulent s'offrir un peu de bon temps sans avoir de problème avec leur femme ou leur mari.
Spécialisé dans la fourniture d'alibis à des personnes qui trompent leur conjoint, un expert tente d'aider un client se trouvant dans une situation impossible.

## Fiche technique
- Réalisation : Matt Checkowski et Kurt Mattila
- Scénario : Noah Hawley
- Musique : Alexandre Desplat
- Production : Columbia Pictures
- Durée : 90 minutes
- Dates de sortie : 
  - États-Unis : 17 juin 2006
  - DVD : décembre 2006
  - France : 24 juin 2007

## Distribution
- Jerry O'Connell : Businessman
- Jon Polito : Jimmy
- Deborah Kara Unger : Dorothy
- Steve Coogan (VF : Olivier Destrez) : Ray Elliot
- Ken Kerman : Vic
- Aimee Garcia : l'opératrice
- Rebecca Romijn : Lola
- Henry Rollins : Putty
- Sergio Bruna : Waiter
- Selma Blair (VF : Céline Mauge) : Adelle
- Jim Cody Williams : BoBo
- Sam Elliott (VF : Bernard Tiphaine) : The Mormon
- James Brolin : Robert Hatch
- Sharon Lawrence (VF : Blanche Ravalec) : Judith Hatch
- John Leguizamo : Hannibal
- James Marsden (VF : Damien Boisseau) : Wendell Hatch
- Nick Paonessa : Jeb
- Matthew Taylor : Drew
- Jaime King (VF : Karine Foviau) : Heather
- Allan Rich : Klump
- Kevin Cooney : Irving
- Herschel Bleefeld (VF : Yannick Blivet) : Cam
- Debi Mazar : l'inspecteur Bryce
- Terry Crews : Crazy Eight
- Artel Great : Stump
- José Zúñiga : l'officier Sykes
- Jack Conley : l'officier Holbrook